# Hans Dreyer
Hans Dreyer (auch Dreier; * 1572 in Eckernförde; † 4. Januar 1653 in Oksenvad) war königlich dänischer Hofschnitzer am Hof von Christian IV. Der im Stil der späten Renaissance und des frühen Barocks arbeitende Bildschnitzer wird der Eckernförder Bildschnitzerschule zugeordnet.

## Leben
Über Dreyers Leben liegt mit der in dänischer Sprache abgefassten Leichenpredigt eine ausführliche Quelle vor.
Hans Dreyer wurde 1572 als Sohn des Bürgers und Brauers Peter Dreyer († 1586) geboren. Beide Großväter waren als Kaufleute in Eckernförde ansässig gewesen. Seine beiden Großmütter waren jeweils Töchter von Eckernförder Bürgermeistern. Nach dem frühen Tod seines Vaters wurde er 1586 bei dem „kunstreichen“ Bildschnitzermeister Ciriacus Dirkes in die Lehre gegeben. An die siebenjährige Lehrzeit schloss sich die Wanderschaft durch Deutschland an. Anschließend ließ er sich in Segeberg nieder, wo er 1602 seine erste Frau Catharina Kruse († 1614) und 1616 seine zweite Frau Anna Martens († 1659) heiratete und bis 1617 seinen Lebensmittelpunkt hatte. Sein Meisterstück reichte er jedoch in Lübeck ein und führte dort ab spätestens 1608 auch eine Werkstatt, gehörte dem Tischler- und Bildschnitzeramt an und bildete Lehrlinge aus.
Die Entscheidung für die Niederlassung in Segeberg war möglicherweise mit dem Kontakt zu Gerd Rantzau verbunden, der 1600 seinem Vater Heinrich Rantzau als Statthalter für die königlichen Anteile am Herzogtum Schleswig und am Herzogtum Holstein mit Sitz auf der Siegesburg nachgefolgt war. Für dessen Cousin Paul Rantzau hatte Dreyers Lehrherr Dirkes in den 1570er und 1580er Jahren gearbeitet. Gerd Rantzau beauftragte Dreyer mit Arbeiten auf seinen Gütern Rantzau und Silkeborg auf Jütland, wo er sich jeweils mehrere Jahre aufhielt. 1617 verließ Dreyer dann endgültig Segeberg und zog mit seiner Familie nach Hadersleben, wo Rantzau Amtmann war. Er erhielt den Titel „Königlich dänischer Hofschnitzer“ und arbeitete in den folgenden Jahrzehnten vor allem auf dänischen Gütern, u. a. für Holger Rosenkrantz, der das ehemalige Kloster in Dalum zu einem Herrenhaus ausbauen ließ.

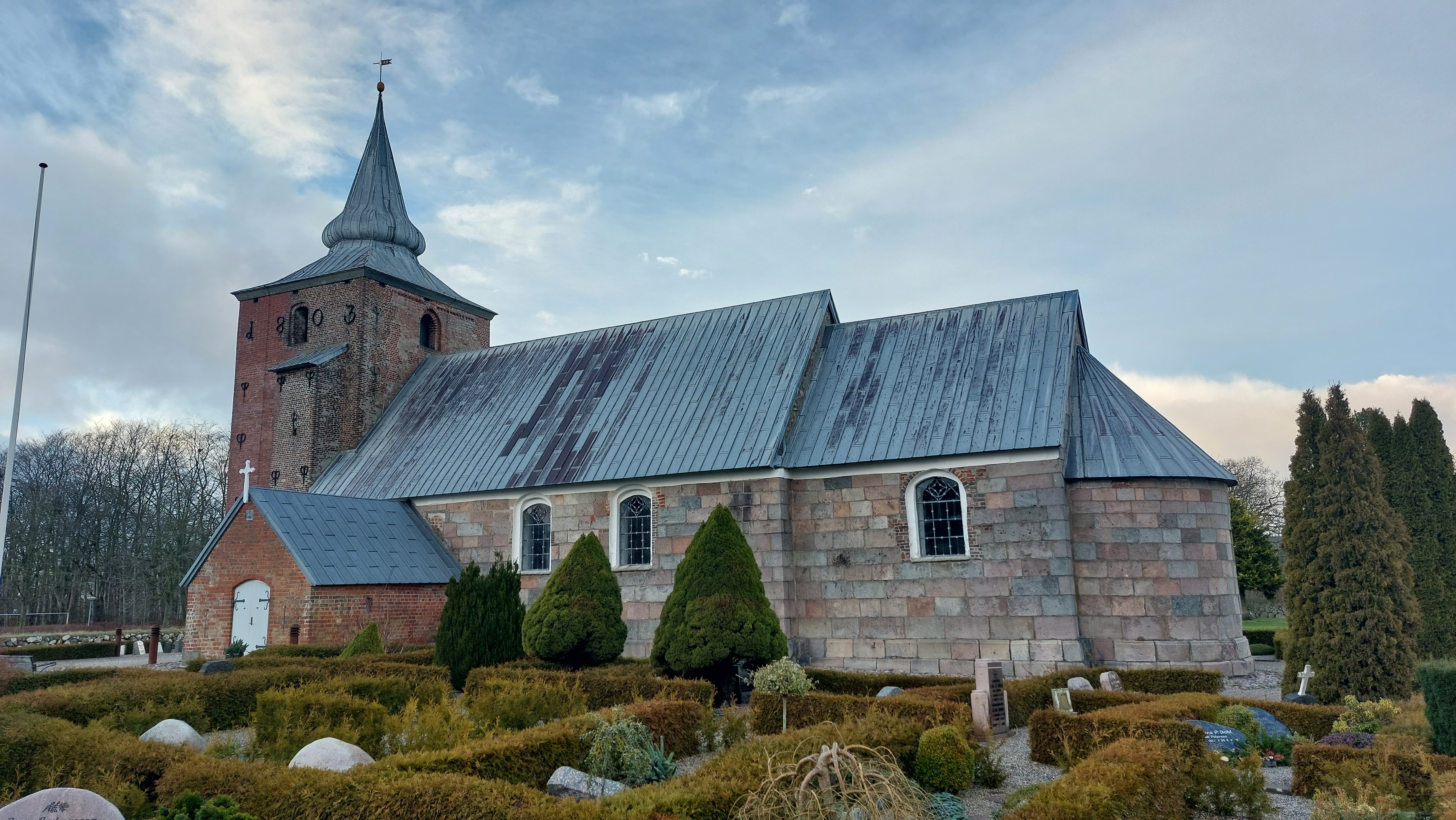
Dreyers Grablege Oksenvad Kirke

Von seinen insgesamt neun Kindern aus seinen beiden Ehen starben drei Söhne als Kleinkinder und zwei weitere unverheiratet als junge Erwachsene vor dem Vater. Von den drei Töchtern aus zweiter Ehe waren zwei beim Tod des Vaters bereits verheiratet. Der 1628 geborene jüngste Sohn Petrus wurde Pastor der beiden kleinen Kirchspiele Oksenvad und Jels. Bei ihm verbrachten Dreyer und seine Frau ihre letzten Lebensjahre. Dreyer wurde in der Oksenvader Kirche beigesetzt. Die Leichenpredigt des Pastors Peder Wandal aus dem benachbarten Maugstrup ist die wichtigste Quelle zu seinem Leben.

## Werk
Der Leichenpredigt zufolge, die Dreyers Lebensstationen einschließlich seiner adligen Auftraggeber aufzählt, hinterließ Dreyer eine große Anzahl von Kunstwerken, die er für Herrenhäuser und Kirchen geschaffen hatte. So gestaltete er für die königliche Schwiegermutter Ellen Marsvin die Schlosskapelle ihres Schlosses Ellensborg, des späteren Holckenhavn auf Fünen. Da er allein dort bis 1637 sieben Jahre lang beschäftigt war, ist davon auszugehen, dass der Großteil der Ausstattung sein Werk war. Dabei arbeitete er mit anderen Kunsthandwerkern zusammen. So trägt die prachtvolle Kanzel die Signatur „A. S.“, möglicherweise Abel Senredet aus Næstved. Für Haderslevhus, das einerseits Rantzaus Dienstsitz war, aber andererseits immer wieder den König und dessen Familie und Gäste beherbergte, stellte Dreyer den Rechnungen zufolge vor allem Kleinteile wie Lehnen für Stühle und Betten und einzelne Paneele her. Von diesen Arbeiten blieb nichts erhalten, als das Schloss 1644 zerstört wurde. Auch etliche Altärblätter und Kanzeln vor allem im Umkreis von Haderslev sollen von Dreyer stammen, jedoch gibt es dafür keine sicheren Belege.